# Lepidaploa trinitatis
Lepidaploa trinitatis là một loài thực vật có hoa trong họ Cúc. Loài này được (Ekman) H.Rob. mô tả khoa học đầu tiên năm 1990.